# Turó dels Escorpits
El Turó dels Escorpits és una muntanya de 813 metres que es troba al municipi de les Llosses, a la comarca catalana del Ripollès.